# خلود وليد
خلود وليد أو خلود حلمي (مواليد 1984 في داريا) هي صحفية سورية والمؤسسة المشاركة ورئيسة تحرير جريدة عنب بلدي. حصلت خلود وليد على جائزة آنا بوليتكوفسكايا وذلك بسبب ما قامت به في توثيق ما حصل خلال الحرب الأهلية السورية.

## النشأة
وُلدت خلود وليد في داريا بسوريا ثم درست الأدب الإنجليزي في جامعة دمشق قبل أن تُصبح معلمة في بلدها الأم سوريا. نتيجة مجزرة داريا؛ تركت خلود المدينة وهربت إلى الريف مع عائلتها.

## العمل الصحفي
لم تتلق خلود أي تدريب في مجال الصافة حيث تعاونت رفقة عدد من الأصدقاء من أجل كتابة تقارير عما حصل ويحصل في الحرب الأهلية في سوريا. اكتسبت خلود زخما فقررت تأسيس صحيفة تحت عنوان عنب بلدي وذلك بهدف كتابة تقارير للأوضاع في سوريا أو كما سمتها خلود نفسها «صوت المستضعفين».
تعرضت لتهديدات من أطراف متعددة تشارك في الحرب مما دفع بها إلى العيش في الخفاء. اعتُقل شقيقها من قبل القوات الحكومية في عام 2012 ولا زال مصيره غير معروف حتى الآن. تم نفيها لفترة من الزمن إلى تركيا لكنها فضلت العودة إلى بلدها الأم سوريا لتوثيق كل ما يحصل. نظمت خلود عدداً من المظاهرات المطالبة بالديمقراطية وحرية التعبير فضلا عن تسليط الضوء على انتهاكات حقوق الإنسان.